# Халасьпугор
Халасьпуго́р (рос. Халасьпугор) — село у складі Приуральського району Ямало-Ненецького автономного округу Тюменської області, Росія. Входить до складу Аксарківського сільського поселення.
Населення — 40 осіб (2010, 30 у 2002).
Національний склад станом на 2002 рік: ханти — 57 %, ненці — 43 %.